# Organo della chiesa di Torrlösa

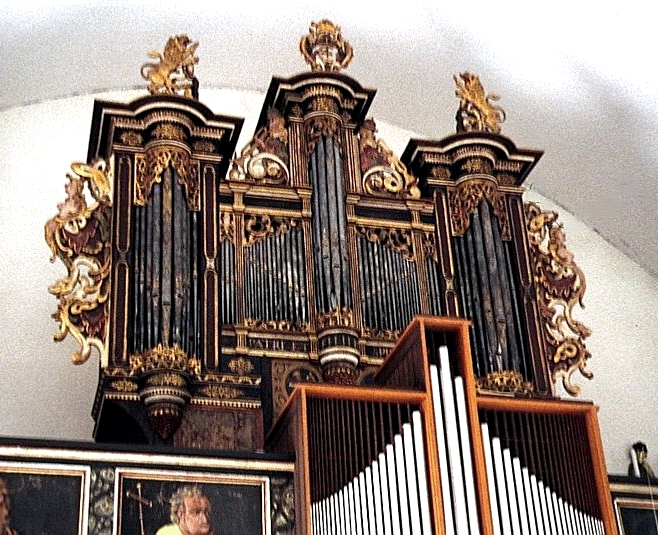
L'organo della chiesa di Torrlösa. In basso, il positivo tergale costruito nel 1961.

Con organo della chiesa di Torrlösa ci si riferisce a uno strumento attualmente presente nella chiesa di Torrlösa, in Svezia.

## Storia
Il nome del costruttore dell'organo, che originariamente era stato realizzato per la chiesa di Helsingborg, è sconosciuto, così come non si conosce l'anno di costruzione. Una placca commemorativa, applicata allo strumento nel 1641 in occasione di un intervento di restauro, recitava: «Organ. Johan Buxtehude». Per via dell'ambiguità dell'abbreviazione, nel 1773 Abraham Abrahamsson Hülphers affermò che il costruttore dell'organo dovesse essere Johannes Buxtehude, padre di Dietrich Buxtehude. Questa convinzione, però, venne smentita dal successivo ritrovamento, nel 1928, di un'iscrizione all'interno dello strumento: «Johannes Buxtehude / Oldesloe: Holsat[us] / Organist: Helsingb: / 1641», la quale, appunto, chiariva che il padre di Dietrich era organista, e non organaro. Di questo strumento, nel 1773, Hülphers descrisse anche la disposizione fonica.
L'organo subì alcuni interventi, effettuati nel 1662, negli anni novanta del XVII secolo e nel 1737. Nel 1849 venne smontato e portato nella chiesa parrocchiale di Torrlösa, dove si trova tutt'oggi. 
Solo tre dei registri originali sono giunti al XXI secolo inalterati: il principal da 4' dell'öfwerwerket, il principal da 4' della pedaliera e il wall fleut da 2'. L'organo aveva l'ottava corta e mancava del sol#. Il corista del La corrispondeva a 465 Hz.
L'estensione della pedaliera era di 18 note, anch'essa con ottava corta. Dopo il suo spostamento da Helsingborg a Torrlösa, lo strumento venne rimontato con soltanto un manuale, ma alcune canne del non rimontato positiw vennero messe nell'öfwerwerket, come, ad esempio, quelle del registro qwinta da 3'. L'organo venne restaurato e dotato di un nuovo positivo tergale nel 1961, con una disposizione fonica quasi identica a quella elencata da Abraham Abrahamsson Hülphers nel 1773, a eccezione del nasat e della qwinta, sono vennero invertite, e della qwinta nella pedaliera, che venne sostituita da una rauschquint II.
In aggiunta ai tre registri originali non manipolati, sei sono stati costruiti con parti delle vecchie canne: gedackt da 8' e da 4', oktava da 2' e kvinta da 2' 2/3 nell'öfwerwerket, e principal da 8' e rauschquint II nella pedaliera.

## Caratteristiche tecniche
Attualmente l'organo è a trasmissione interamente meccanica, il corista del La corrisponde a 465 Hz e la disposizione fonica è la seguente:
| Primo manuale - Positiw |     |
| Gedackt                 | 8'  |
| Principal               | 4'  |
| Gedagt                  | 4'  |
| Nasat                   | 3'  |
| Superoctawa             | 2'  |
| Scharf                  | III |
| Dulcian                 | 8'  |

| Secondo manuale - Öfwerwerket |     |
| Gedackt                       | 8'  |
| Principal                     | 4'  |
| Gedagt                        | 4'  |
| Kvinta                        | 3'  |
| Octava                        | 2'  |
| Wall Fleut                    | 2'  |
| Mixtur                        | III |
| Scharf                        | II  |
| Sexquialtera                  | II  |
| Trompet                       | 8'  |

| Pedalen     |     |
| Gedackt     | 16' |
| Principal   | 8'  |
| Gedackt     | 8'  |
| Principal   | 4'  |
| Rauschquint | II  |
| Trompet     | 8'  |
| Cornettin   | 2'  |